# Lynseia annae
Lynseia annae är en kräftdjursart som beskrevs av Isabel Clifton Cookson och Gary C.B. Poore 1994. Lynseia annae ingår i släktet Lynseia och familjen borrgråsuggor. Inga underarter finns listade i Catalogue of Life.